# Детинген ан дер Ермс
Детинген ан дер Ермс (њем. Dettingen an der Erms) општина је у њемачкој савезној држави Баден-Виртемберг. Једно је од 26 општинских средишта округа Ројтлинген. Према процјени из 2010. у општини је живјело 9.304 становника. Посједује регионалну шифру (AGS) 8415014.

## Географски и демографски подаци
Детинген ан дер Ермс се налази у савезној држави Баден-Виртемберг у округу Ројтлинген. Општина се налази на надморској висини од 398 метара. Површина општине износи 15,8 km². У самом мјесту је, према процјени из 2010. године, живјело 9.304 становника. Просјечна густина становништва износи 588 становника/km².